# Elytrurini
Elytrurini es una tribu de insectos coleópteros curculiónidos pertenecientes a la subfamilia Entiminae.  

## Géneros
- Amphionotus
- Anomalodermus
- Desmelytrurus
- Elytrurus
- Epizorus
- Gaynaria